# Meike Goosmann
Meike Goosmann (* 1966 in Berlin) ist eine deutsche Jazzmusikerin (Sopransaxophon, Klarinetten).
Goosmann erhielt als Kind Klavier- und Blockflötenunterricht; dann lernte sie Klarinette und Saxophon und beschäftigte sich mit Neuer Musik, Jazz und Klezmer. Von 1994 bis 1999 studierte sie an der Hochschule für Musik „Hanns Eisler“ Berlin bei Jiggs Whigham, Volker Schlott, Grégoire Peters, Gebhard Ullmann und Kirk Nurock. 
Sie ist Gründungsmitglied des United Women’s Orchestra, in dem sie 1993 bis zu dessen Auflösung 2009 spielte und auf den Leverkusener Jazztagen und anderen Festivals auftrat. Seit 2000 leitet sie ein eigenes Quintett, für das sie auch komponiert (Portraits, 2007). Mit der Pianistin Julia Hülsmann tritt sie im Duo auf; im Trio Lezarde spielt sie mit Elvira Plenar und Anka Hirsch (la trace du lézard, 2006). Als Solokünstlerin tritt sie bei Vernissagen und in Zusammenarbeit mit Persönlichkeiten wie Reuven Moskovitz oder Hannelore Elsner auf sowie in den Gruppen Brassappeal und Les Belles du Swing, die mit dem Studiopreis 2006 des Berliner Senats ausgezeichnet wurde. Weiterhin konzertierte sie mit Gerhard Schöne, Anne Clark, dem Composers’ Orchestra Berlin, dem Trio Choral Concert oder Carlos Bica.
Im November 2014 gastierte ihr Trio mit Laia Genc (p) und Christoph Hillmann (dr) auf Einladung des Goethe-Instituts für einen 10-tägigen Workshop mit einheimischen Musikern in Yangon, Myanmar. 2021 legte sie mit Liebe ein Album vor, auf der nur sie als Solistin auf dem Sopransaxophon, der Klarinette, Bassklarinette bzw. Sopraninoflöte spielt.

## Belege
1. ↑  Trio Meike Goosmann: „Das Lebensgefühl und die Inspiration sind Geschenke!“, Goethe-Institut Myanmar November 2014, abgerufen am 29. Januar 2017.
2. ↑  Meike Goosmann: Liebe. In: Jazz thing. 4. Juni 2021, abgerufen am 4. Juni 2021.

| Personendaten    | Personendaten          |
| ---------------- | ---------------------- |
| NAME             | Goosmann, Meike        |
| KURZBESCHREIBUNG | deutsche Jazzmusikerin |
| GEBURTSDATUM     | 1966                   |
| GEBURTSORT       | Berlin                 |